# Peter Robb
Peter Robb, né en 1946 à Toorak, Melbourne, est un auteur australien.

## Biographie
Robb passe ses années de formation en Australie et en Nouvelle-Zélande, et entre 1978 et 1992, il passe la plupart de son temps à Naples et le sud de l'Italie, entrecoupés de séjours au Brésil. Fin 1992, il retourne à Sydney.
Son premier livre, Midnight in Sicily, est publié en Australie en octobre 1996. Il remporte le prix de non-fiction du Prix Littéraire du Premier ministre de Victoria, le Prix Nettie Palmer pour la non-fiction en 1997.
Son deuxième livre, M, une biographie de l'artiste italien Le Caravage, est publié en Australie en 1998. Le livre a suscité la controverse sur sa publication en Grande-Bretagne en 2000. En décembre 1999, il publie Pig's Blood and Other Fluids, une collection de trois romans courts polars. En octobre 2003, Robb publie son quatrième livre, Death in Brazil, qui est nommé livre de non-fiction de l'année 2004 par The Age. En octobre 2010, son livre Street Fight in Naples est publié par Allen & Unwin.
Il a enseigné à l'université de Melbourne, l'université d'Oulu en Finlande, et à l'université de Naples - L'Orientale.

## Publications

### Livres
- Midnight in Sicily (1996)
- M (1998)
- Pig's Blood and Other Fluids (1999)
- A Death in Brazil (2003)
- Street Fight in Naples (2010)

### Essais et rapports
- Robb, Peter, « Brand management : the peripatetic director of the Art Gallery of NSW », The Monthly, vol. 103,‎ août 2014, p. 32-37 (lire en ligne)[3]